# روبرت إتش جنكينز جونيور
روبرت إتش جنكينز جونيور (بالإنجليزية: Robert H. Jenkins, Jr.)‏ هو عسكري أمريكي، ولد في 1 يونيو 1948 في إنترلاتشن في الولايات المتحدة، وتوفي في 5 مارس 1969 في محافظة كوانغ تشي في فيتنام.